# Klein Wittensee

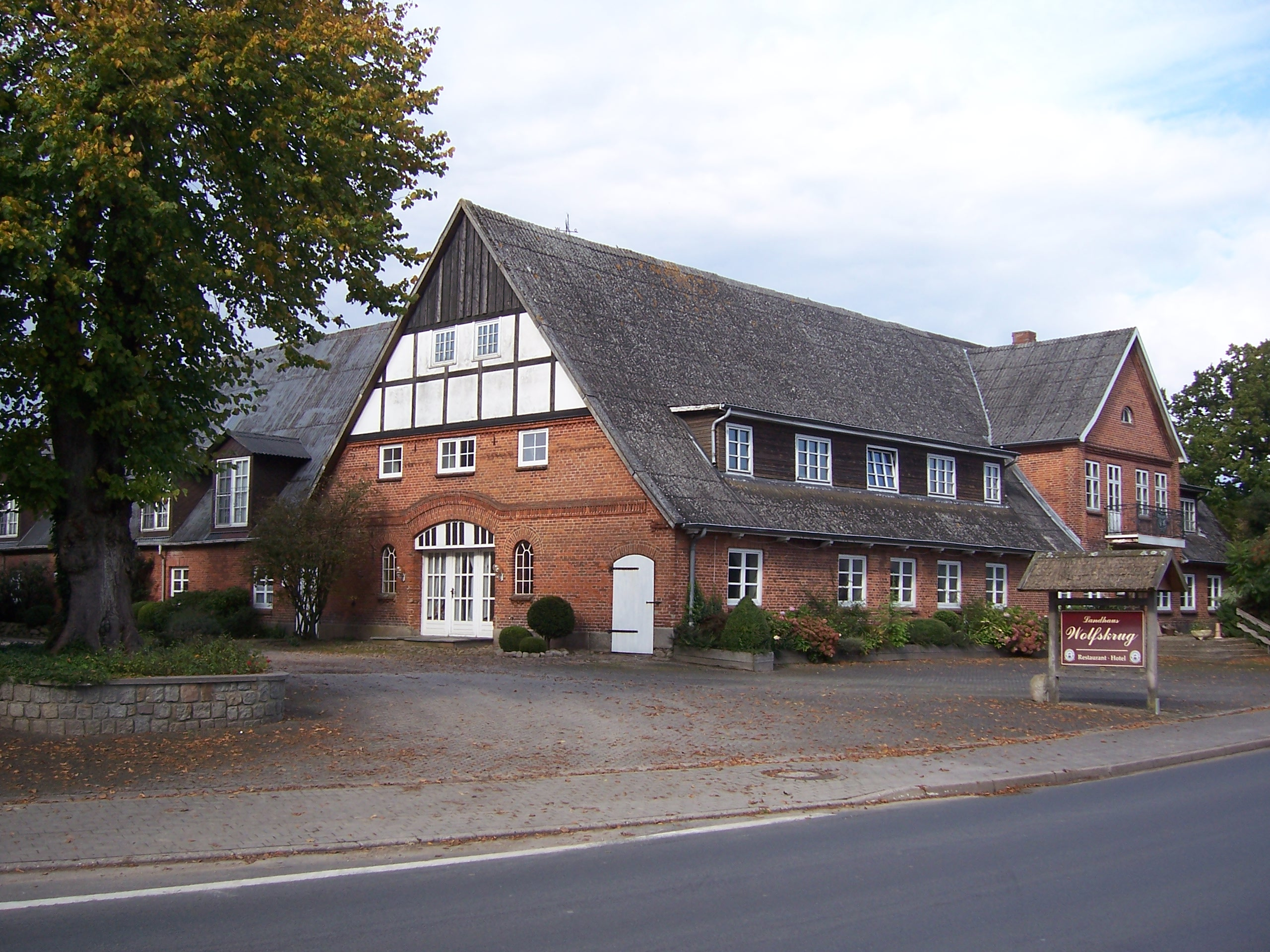
Landgasthof Wolfskrug Klein Wittensee (2022 abgerissen)

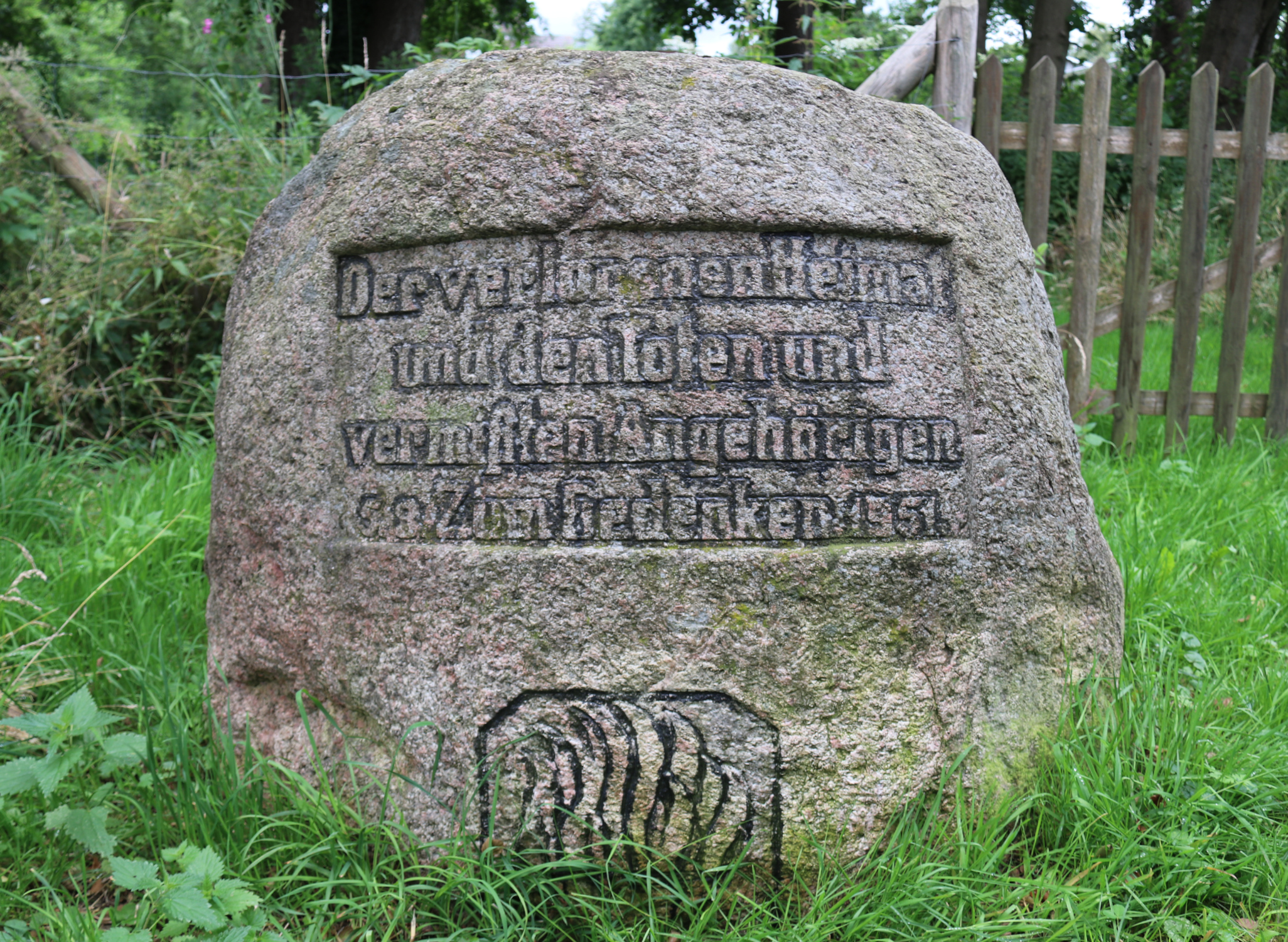
Gedenkstein beim Neubaugebiet am Seeufer

Klein Wittensee (dänisch: Lille Vittesø) ist eine Gemeinde im Kreis Rendsburg-Eckernförde in Schleswig-Holstein. Die Ortsteile Frenrade und Sande liegen im Gemeindegebiet.

## Geografie und Verkehr
Klein Wittensee liegt am Rand der Hüttener Berge etwa 10 km nordöstlich von Rendsburg am nordöstlichen Ufer des Wittensees in der Nähe der Bundesstraße 203 von Rendsburg nach Eckernförde. Westlich verläuft die A 7/E 45 von Rendsburg nach Schleswig. Die nächsten Bahnhöfe liegen in Rendsburg und Eckernförde und können mit einem Linienbus erreicht werden.

## Politik

### Gemeindevertretung
Bei der Kommunalwahl am 14. Mai 2023 wurden insgesamt neun Sitze vergeben. Diese fielen alle an die Kommunale Wählergemeinschaft Klein Wittensee. Die Wahlbeteiligung betrug 60,4 %.

## Wirtschaft
Die Gemeinde ist überwiegend landwirtschaftlich geprägt. Der Tourismus bekommt jedoch einen immer höheren Stellenwert.

## Einsatzhafen See Klein Wittensee
Am Ufer des Wittensees bestand vor dem Zweiten Weltkrieg ein Stützpunkt der Luftwaffe. Dabei handelte es sich um einen Wasserflugplatz der Klassifizierung Einsatzhafen See. Das Gelände diente bis Kriegsende als Außenstelle des Luftzeugamtes See Pötenitz.
Nach dem Krieg wurde der Flugplatz in einen Mobilmachungsstützpunkt umgewandelt wurde, der 1974 in einem Ausbauprogramm zur Arbeitsbeschaffung enthalten war. In ihm war Material des Stabes und der Stabskompanie des Pionierregimentes 60, der Fernmeldekompanie 600, des Jägerbataillons 611, das Lazarett 6146 sowie des Schweren Pionierregimentes 710 untergebracht.
Auf dem rund 37 Hektar große Grundstück, das etwa 150 Meter direkt an das Seeufer grenzt, befanden sich unter anderem zwei Lagerhallen, ein Wachgebäude mit Schlafräumen und ein Zwei-Familien-Haus. Nach der Auflösung des Stützpunktes, die bereits 2001 angekündigt wurde, wurde das Gelände von der Gemeinde erworben. Bis 2017 wurde ein Neubaugebiet auf dem Areal erschlossen und teilweise bebaut sowie eine neue öffentliche Badestelle am See errichtet.